# Museo de Arte Contemporáneo José María Moreno Galván
Ubicado en un antiguo pósito del siglo XVI y dedicado al eminente crítico de arte que le da nombre, el Museo de Arte Contemporáneo José María Moreno Galván cuenta con una colección permanente de primer nivel, con obras de Picasso, Vázquez Díaz, Miró, José Guerrero, Matta, Oteiza, Millares, Tàpies, Lucio Muñoz, Maruja Mallo, Guinovart o Antonio López, entre otros. Cabe destacar asimismo la presencia, en una de sus torres, de una sugerente muestra de pinturas y carteles de festivales flamencos, obra de Francisco Moreno Galván. El Museo acoge, además, desde una cuidada programación, exposiciones temporales de arte contemporáneo en diferentes soportes: pintura, escultura, fotografía, instalaciones…

## Historia
La idea de dedicar un espacio en La Puebla de Cazalla a la figura de José María Moreno Galván empieza a fraguarse en torno a 1982, cuando el Ayuntamiento de La Puebla de Cazalla decide abordar la reforma y ampliación del pósito del municipio, conocido popularmente con el nombre de “Casa Panera”. La idea inicial fue transformarlo en una Casa-Museo o Casa de la Cultura. Las obras se iniciaron en 1984, contando con una aportación de la Diputación Provincial de Sevilla, y finalizaron en 1987. Se redactan entonces los estatutos del “Centro Cultural José María Moreno Galván -Casa Panera-”, que fue su primera denominación, se crea un Patronato y se procede al nombramiento de una Junta Rectora constituyente, tomando parte en ambas Francisco Moreno Galván y José Manuel Caballero Bonald, entre otras autoridades culturales.
Pronto se empieza a barajar la posibilidad de convertir dicho espacio en el Museo de Arte Contemporáneo José María Moreno Galván, integrándolo en el Sistema Español de Museos. De cara a ese fin, se constituye un nuevo Patronato y se crea una comisión asesora para la adquisición de obras, integrada por Josep Guinovart, Luis Caruncho, Francisco Reina y José Soto. La puesta en marcha como Museo de Arte Contemporáneo no se haría efectiva hasta 1995, siendo fundamental la inestimable ayuda recibida desde diversos colectivos, como el Ministerio de Cultura, la Diputación Provincial de Sevilla, la Caja de Ahorros San Fernando, la Fundación El Monte o el propio Ayuntamiento de La Puebla de Cazalla. Asimismo, resultó crucial la donación de obras por parte de artistas vinculados a los hermanos Moreno Galván, pues con ella la colección permanente cobró gran altura desde primera hora.    

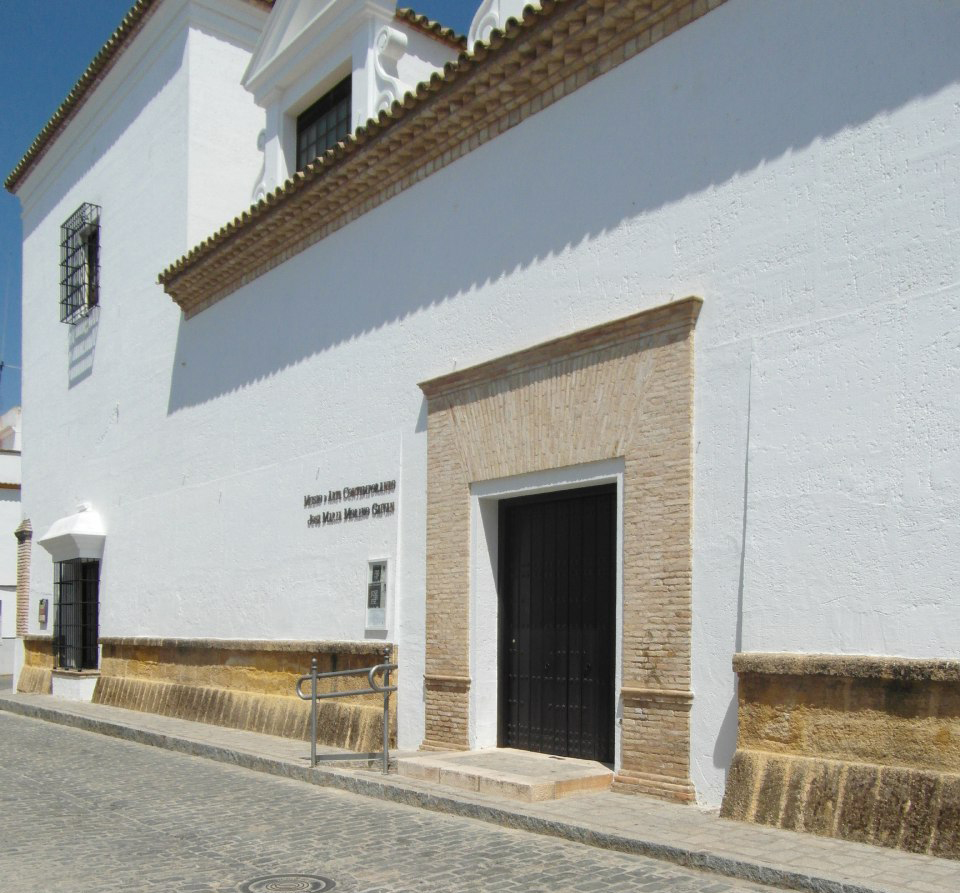
Vista exterior del MAC José Mª Moreno Galván.

## Colecciones

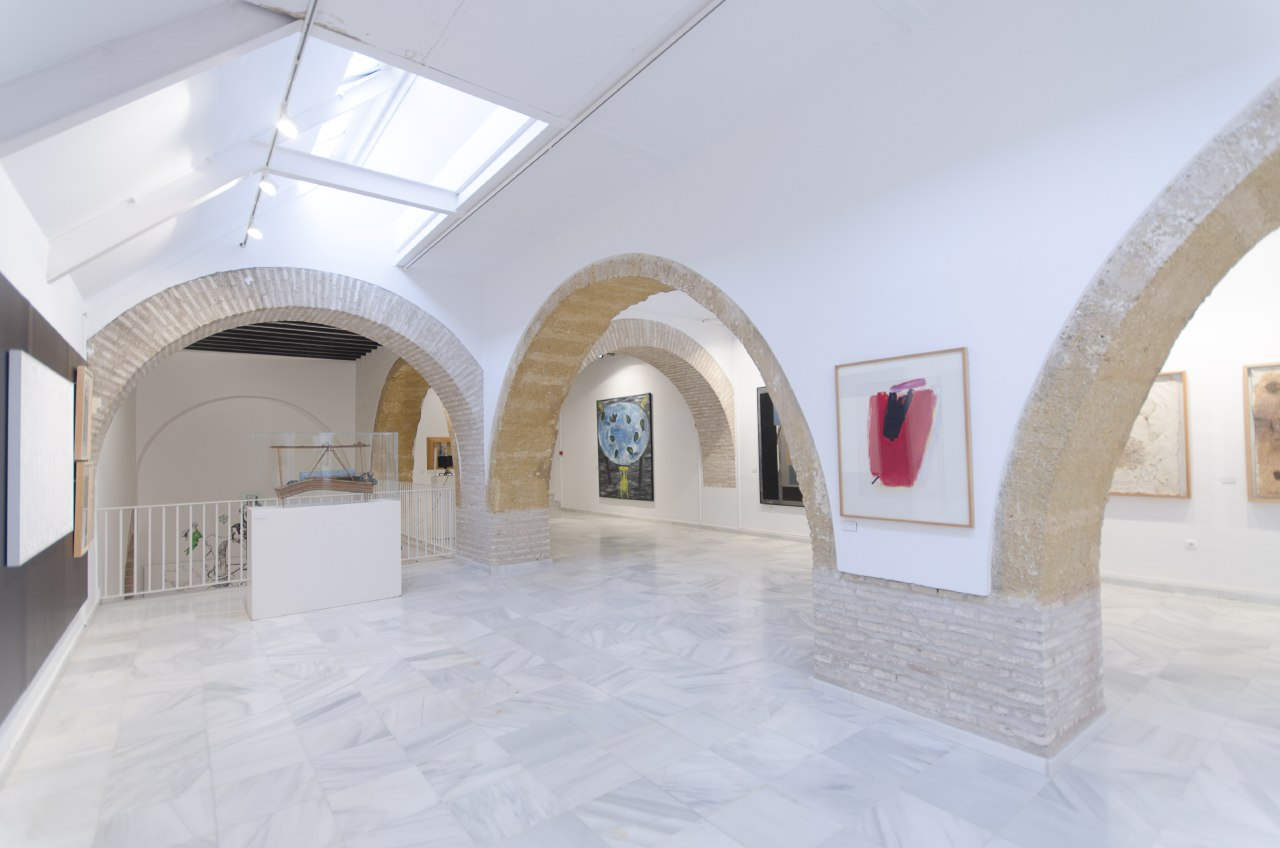
Vista interior del MAC José Mª Moreno Galván.

El resultado de todo este proceso ha generado una colección de arte contemporáneo en la que quedan representadas las corrientes más significativas de la segunda mitad del siglo XX: el surrealismo, con Roberto Matta y Carlos Alcolea; el expresionismo abstracto, con José Guerrero; el informalismo, con Millares, Lucio Muñoz, Guinovart o Bonifacio; la abstracción geométrica, con José Ramón Sierra, José María Bermejo y Diego Ruiz Cortés; el realismo social, ampliamente representado por la Colección Boj; el pop art, con Carbó-Berthold; el expresionismo lírico, con Dokoupil, Mercedes Ruibal, Ocaña o Valdivieso; el paisajismo moderno, presente en Joaquín Sáenz y Carmen Laffón; y el arte conceptual, con Ricardo Cadenas o Rogelio López Cuenca.

## Discurso expositivo
Un aspecto interesante del Museo está en la posibilidad de advertir la presencia de las problemáticas centrales de la teoría estética de José María Moreno Galván a través de estas obras, como la concepción del arte en cuanto «testimonio», o las relaciones entre abstracción y figuración, y entre forma y expresión. Recorrer sus salas supone enfrentarse a estas cuestiones desde su encarnación plástica. Por otra parte, esta misma intención de mantener vivo su espíritu es la que ha guiado el programa de exposiciones desarrollado desde la reapertura en 2011, trazando una línea de continuidad respecto a su labor divulgativa sobre el arte, y haciendo éste accesible tanto para el público no instruido como para los ya iniciados en los códigos del arte contemporáneo. Si el arte es ante todo «testimonio», testigo de su tiempo, como reiteraba una y otra vez José María Moreno Galván, atender a las manifestaciones artísticas del presente no puede ser sino una exigencia para su Museo. Quizás solo siguiendo estas máximas podrá el Museo de Arte Contemporáneo José María Moreno Galván ser digno de quien le da nombre, de un luchador insobornable por las libertades en aquella España maniatada, de una de las conciencias más lúcidas de la historia de la crítica de arte en España, de una encarnación sin igual del viejo ideal nulla aesthethica sine ethica. 